# Ликово (Польща)
Ликово (пол. Łykowo, нім. Leikow) — село в Польщі, у гміні Диґово Колобжезького повіту Західнопоморського воєводства.
Населення — 92 особи (2011).

## Демографія
Демографічна структура станом на 31 березня 2011 року:
|          | Загалом | Допрацездатний вік | Працездатний вік | Постпрацездатний вік |
| -------- | ------- | ------------------ | ---------------- | -------------------- |
| Чоловіки | 46      | 12                 | 29               | 5                    |
| Жінки    | 46      | 9                  | 26               | 11                   |
| Разом    | 92      | 21                 | 55               | 16                   |